# 卡内克唐库尔
卡内克唐库尔（法語：Cannectancourt，法語發音：[kanɛktɑ̃kuʁ]）是法国瓦兹省的一个市镇，属于贡比涅区。

## 地理
卡内克唐库尔（49°33'20"N, 2°54'13"E）面积7.57 平方千米，位于法国上法蘭西大區瓦兹省，该省份为法国北部内陆省份，北起索姆省，西接厄尔省和滨海塞纳省，南至塞纳-马恩省和瓦兹河谷省，东临埃纳省。
与卡内克唐库尔接壤的市镇（或旧市镇、城区）包括：舍万库尔、埃兰库尔-圣玛格丽特、埃夫里库尔、马什蒙、里贝库尔-德雷兰库尔、蒂耶斯库尔、维尔。

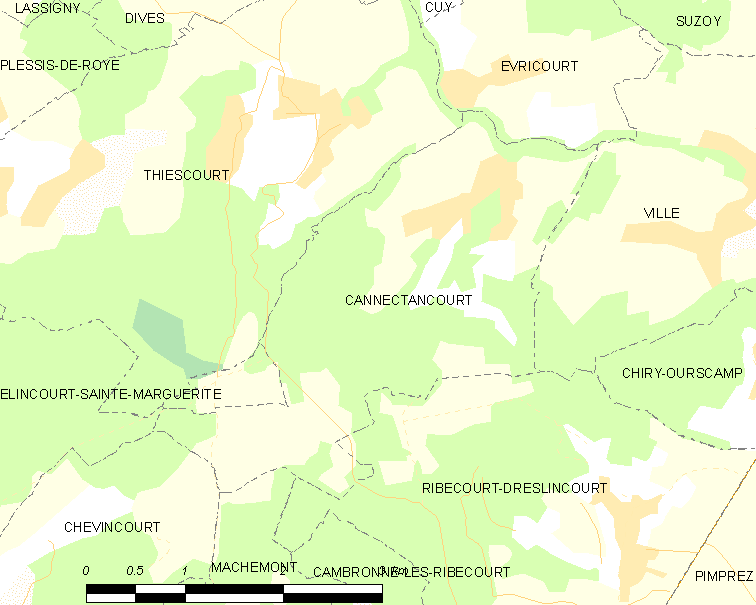
卡内克唐库尔的OSM定位图

卡内克唐库尔的时区为UTC+01:00、UTC+02:00（夏令时）。

## 行政
卡内克唐库尔的邮政编码为60310，INSEE市镇编码为60126。

## 政治
卡内克唐库尔所属的省级选区为图罗特县。

## 人口

1962-2008年间卡内克唐库尔人口变化图示

卡内克唐库尔于2022年1月1日时的人口数量为517人。